# کیریات تیووم
کیریات تیووم (به لاتین: Kiryat Tiv'on) یک منطقهٔ مسکونی در اسرائیل است که در حیفا واقع شده‌است.

## خواهرخوانده
شهرهای براونشوایگ، کومپین و چاکوتس خواهرخوانده‌های کیریات تیووم هستند.